# Asthenargoides
Asthenargoides là một chi nhện trong họ Linyphiidae.